# Магдебург (провинция)
Магдебург (нем. Magdeburg) — провинция Пруссии в составе Германии. Существовала в 1944—1945 годах. Столица — город Магдебург. Провинция была создана в 1944 году в ходе реформы по приведению границ провинций к соответствию с границами партийных гау. Сегодня эта территория находится в составе ФРГ и является частью земли Саксония-Анхальт.

## История
Указом фюрера от 1 апреля 1944 года с целью приведения к однообразию границ административных единиц с партийными гау провинция Саксония была упразднена. Административный округ Магдебург был провозглашён самостоятельной провинцией Магдебург. Обер-президентом провинции был назначен гауляйтер гау Магдебург-Анхальт Рудольф Йордан, который одновременно занимал должность рейхсштатгальтера для государств Анхальт и Брауншвейг.
Кроме того, согласно указу, бывший саксонский административный округ Мерзебург также становился самостоятельной провинцией Галле-Мерзебург. Состоящий же из нескольких территориально не связанных между собой районов административный округ Эрфурт переходил в прямое подчинение рейхсштатгальтеру в Тюрингии. Указ вступил в силу с 1 июля 1944 года.
Новая провинция Магдебург просуществовала недолго. Ровно через год в июле 1945 года указом советской военной администрации провинции Галле-Мерзебург и Магдебург вместе с Анхальтом были объединены в новую провинцию Саксония, которая в 1946 году была переименована в провинцию Саксония-Анхальт и в 1947 году после ликвидации прусского государства переведена в ранг самостоятельной земли. Государственность Анхальта была, таким образом, также окончательно ликвидирована. Территория округа Эрфурт была включена в современную землю Тюрингия.

## Обер-президенты
Провинция за её недолгую историю имела одного обер-президента.
| Годы      | Обер-президент | Партия |
| --------- | -------------- | ------ |
| 1944—1945 | Рудольф Йордан | НСДАП  |